# James Dugundji
James Dugundji (né le 30 août 1919 – mort en janvier 1985) est un mathématicien et professeur américain. Il a enseigné à l'université du Sud de la Californie,,.
Il est notamment l'auteur du théorème de prolongement de Dugundji. Il a également été membre du comité éditorial de deux revues de mathématiques : le Pacific Journal of Mathematics et Topology and its Applications,,.

## Biographie
Les parents de Dugundji sont émigrés de la Grèce à New York, où James naît en 1919. Il étudie à l'université de New York et obtient un baccalauréat universitaire en 1940. Il entame des études graduées à l'université de Caroline du Nord à Chapel Hill (UNC), où il étudie sous la supervision de Witold Hurewicz. Après deux ans à UNC, Dugundji joint l'United States Air Force pour toute la durée de la Seconde Guerre mondiale. Il complète un doctorat de 1946 à 1948 au Massachusetts Institute of Technology.
Il obtient un poste à l'université de Californie du Sud, où il passera le reste de sa carrière.

## Œuvre
Dugundji est l'auteur du manuel Topology (Allyn and Bacon, 1966), qui traite de topologie générale. Considéré comme l'une des meilleurs œuvres sur le sujet, il a été réimprimé à plusieurs reprises.
Avec Andrzej Granas, il a publié Fixed Point Theory, traitant du point fixe, également reconnu comme un classique du genre. D'ailleurs, en 2005, une conférence internationale sur le sujet tenue à Będlewo (en), Pologne, a souligné son apport sur le sujet.

### Liste de publications
- (en)(en) James Dugundji, « A topologized fundamental group », Proc Natl Acad Sci U S A, vol. 36, no 2,‎ 1950, p. 141–143 (PMID 16588960, PMCID 1063149, DOI 10.1073/pnas.36.2.141)
- (en)(en) James Dugundji et Ernest Michael (en), « On local and uniformly local topological properties », Proc. Amer. Math. Soc., vol. 7, no 2,‎ 1956, p. 304–307 (DOI 10.1090/s0002-9939-1956-0077108-x, MR 0077108)
- (en)(en) James Dugundji, « Continuous maps into nonsimple spaces », Trans. Amer. Math. Soc., vol. 86, no 1,‎ 1957, p. 256–268 (DOI 10.1090/s0002-9947-1957-0090050-9, MR 0090050)
- (en)(en) James Dugundji, « Products in homotopy and homology groups », Proc Natl Acad Sci U S A, vol. 43, no 11,‎ 1957, p. 987–988 (PMID 16590127, PMCID 528569, DOI 10.1073/pnas.43.11.987)
- (en)(en) James Dugundji, « Cohomology of equivariant maps », Trans. Amer. Math. Soc., vol. 89, no 2,‎ 1958, p. 408–420 (DOI 10.1090/s0002-9947-1958-0100837-2, MR 0100837)
- (en)(en) James Dugundji et Morton L. Curtis, « Groups which are cogroups », Proc. Amer. Math. Soc., vol. 22, no 1,‎ 1969, p. 235–237 (DOI 10.1090/s0002-9939-1969-0251722-x, MR 0251722)
- (en)(en) James Dugundji et F.-W. Bauer, « Categorical homotopy and fibrations », Trans. Amer. Math. Soc., vol. 140,‎ 1969, p. 239–256 (DOI 10.1090/s0002-9947-1969-0243518-4, MR 0243518)